# Bruce Le
Bruce Le, de son vrai nom Huang Kin-lung (chinois : 黃建龍, né le 5 juin 1950), est un acteur et artiste martial macanais connu pour ses rôles de clones de Bruce Lee dans de nombreux films d'arts martiaux hongkongais des années 1970 et 1980 durant la période de la Bruceploitation. La plupart sont produits à faibles coûts et n'ont pour seul but que de capitaliser le plus possible sur l'image de l'acteur décédé soudainement en 1973. Hormis ces films, sa seule autre apparition notable est dans Super Inframan (1975).
Il est souvent considéré comme le plus populaire clone cinématographique de Bruce Lee, après cependant Bruce Li.

## Biographie
D'origine taïwanaise par son père et birmane par sa mère, il étudie la gymnastique et les arts martiaux en Birmanie puis commence une carrière cinématographique avec des figurations et des seconds rôles pour la Shaw Brothers. Sa carrière ne décolle finalement que grâce à sa certaine ressemblance avec Bruce Lee et il obtient l'un de ses premiers vrais rôles dans Super Inframan en 1975.
Déçu de ce studio, il rompt son contrat l'année suivante et s'aventure dans le cinéma indépendant. Il tourne alors à la chaîne des films de Bruceploitation dans lesquels il imite Bruce Lee au maximum : cris stridents, passage du pouce sur le nez pour narguer l'adversaire, muscles bandés et poses crispées au regard farouche après avoir porté un coup.
En 1979, fort de son succès, il fonde sa propre maison de production, Dragon film, et se lance dans la réalisation. Très prolifique, il est à l'affiche d'innombrables films à petits budgets au scénario souvent risible.
Le genre de la Bruceploitation s'essouffle cependant dans les années 1980 avec l'arrivée de la comédie kung-fu de Jackie Chan et des films de la Nouvelle Vague hongkongaise de Tsui Hark et John Woo. Bruce Le persiste néanmoins toute la décennie avec le même genre de film. En 1992, il tente finalement de se reconvertir vers un cinéma plus traditionnel, abandonne le nom de « Bruce Le » pour celui de « Jackie Lui » et réalise Comfort women, un film sur les femmes de réconfort durant la Seconde Guerre mondiale. Mais malgré de bonnes critiques, cela ne suffit pas à relancer sa carrière. Il est l'année suivante le coordinateur des cascades des Tortues Ninja 3 avant de quitter définitivement les plateaux.
Il se reconvertit ensuite dans l'immobilier à Hong Kong, la bourse et le commerce des devises, et est condamné à une peine de prison pour escroquerie en Chine. Il revient au cinéma en 2019 après le film Yang Jingyu qu'il réalise et dans lequel il joue.

## Filmographie
- The Teahouse (1974)
- Super Inframan (1975)
- Un Justicier dans Hong Kong (Bruce's Deadly Fingers) (1976, sorti en France en 1980)
- The Big Boss Part 2 (1976)
- Le Cri de la mort (Return of Bruce) (1977)
- La Vengeance de Shaolin (Bruce and Shaolin Kung Fu) (1977)
- Bruce and the Shaolin Bronzemen (1977)
- Super Gang (1978)
- My Name Called Bruce (1978)
- La Grande Revanche de Bruce Le (1978) (aussi appelé La Fureur du dragon 2)
- Bruce and Shaolin Kung Fu 2 (1978)
- Les 6 épreuves de la mort (1978)
- Return of Red Tiger (1978)
- Re-Enter the Dragon (1979)
- Bruce the Super Hero (1979)
- Treasure of Bruce Le (1980)
- Le Poing vengeur de Bruce (1980)
- Bruce, King of Kung Fu (1980)
- 1978 : L'Implacable Défi (it) (La sfida del tigre) coréalisé avec Richard Harrison et Luigi Batzella
- The Clones of Bruce Lee (1980)
- Katilon Ke Kaatil (1981)
- Enter Another Dragon (1981)
- Cold Blooded Murder (1981)
- Bruce vs. Bill (1981)
- Bruce and the Dragon Fist (1981)
- Ninja Strikes Back (1982)
- Bruce Le vs. Ninja (1982)
- Cameroon Connection (1984)
- Future Hunters (1985)
- Return of the Kickfighter (1987)
- Ninja Over the Great Wall (1987)
- Bruce's Secret Kung Fu (1988)
- Sex and Zen (1991)
- Black Spot (1991)
- Comfort Women (1992)
- The Eyes of Dawn (2014)
- Yang Jingyu (2019)

Bruce Le a été crédité par certaines sociétés de production vidéo dans des films comme Cobra, Return of Fist of Fury et Bruce is Loose, mais ce n'est pas vrai.

### Comme réalisateur
- Bruce the Super Hero (1979)
- Bruce, King of Kung Fu (1980)
- Challenge of the Tiger (1980)
- Ninja Over the Great Wall (1987)
- Black Spot (1991)
- Comfort Women (1992)
- The Eyes of Dawn (2014)